# Зубовская улица
Зу́бовская улица — крупная улица в центре Москвы в Хамовниках между Зубовской площадью и Большой Пироговской улицей. На улице расположено здание Счётной палаты Российской Федерации.

## Происхождение названия
Улица, возникшая в XIX веке, сохраняет название находившейся здесь слободы стрелецкого полка, которым командовал Иван Зубов.

## Описание
Зубовская улица является частью одной из важнейших радиальных магистралей района Хамовников Пречистенка—Зубовская площадь—Зубовская улица—Большая Пироговская улица. Она начинается на Садовом кольце от Зубовской площади, проходит на юго-запад, слева на неё выходит улица Тимура Фрунзе, затем направо под острым углом отходит проезд Девичьего Поля, налево — улица Льва Толстого. Здесь Зубовская улица переходит в Большую Пироговскую.

## Примечательные здания и сооружения
По нечётной стороне:
- № 3 — Здание телефонной станции (1933, архитектор К. Соломонов)[1].
- № 7, стр. 1-4 — Научно-исследовательский химико-фармацевтический институт (ВНИХФИ) им. Орджоникидзе (1900-е, 1929—1931, архитектор Д. М. Иофан)[1], с 2001 года - Федеральное государственное унитарное предприятие «Центр по химии лекарственных средств» (ФГУП ЦХЛС-ВНИХФИ). Институт был создан в 1918—1920 гг. на базе национализированной лаборатории знаменитого фармацевта В.К. Феррейна. Особенно выразительны дворовые (обращенные к улице Россолимо) фасады здания с композицией из двух полуротонд[2]. В 2014 году Центр получил по своему обращению Градостроительный план земельного участка (ГПЗУ), предполагающий развитие гостиничной, торговой и иных функций[2]. Проект предполагает снос соседнего доходного дома Эггерс (ул. Россолимо, 4) и реконструкцию строения 1, также грозящую сносом. В результате реконструкции площадь объекта увеличивается в 2 раза. 30 сентября 2017 года начался снос дворовых строений института[3]. В октябре на запрос Архнадзора Объединения административно-технических инспекций (ОАТИ) Москвы сообщила, что ордер на «обустройство строительной площадки с целью сноса» не оформлялся, заявок на его оформление не поступало[2][4].

По чётной стороне:
- № 2 — Счётная палата Российской Федерации.
- № 14  памятник архитектуры (вновь выявленный объект) — Усачевско-Чернявское училище (Усадьба Кошелевых, Мальцовых, Нечаевых), выявленный памятник архитектуры, памятник раннего классицизма. По состоянию на 2017 год пустует[5].

## Транспорт
- Автобусы м6, с755.

- Здание Счётной палаты
- Усадьба Кошелевых, Мальцовых, Нечаевых в 2009 году
- Усадьба Кошелевых, Мальцовых, Нечаевых в 2025 году
- Телефонная станция Фрунзенского района
- Здание гостиницы на Зубовской площади
- Храм иконы Божией Матери «Знамение» в Зубове, находившийся на месте Телефонной станции Фрунзенского района
- Хамовники, Зубовская улица, дом 7